# Lars Hansen

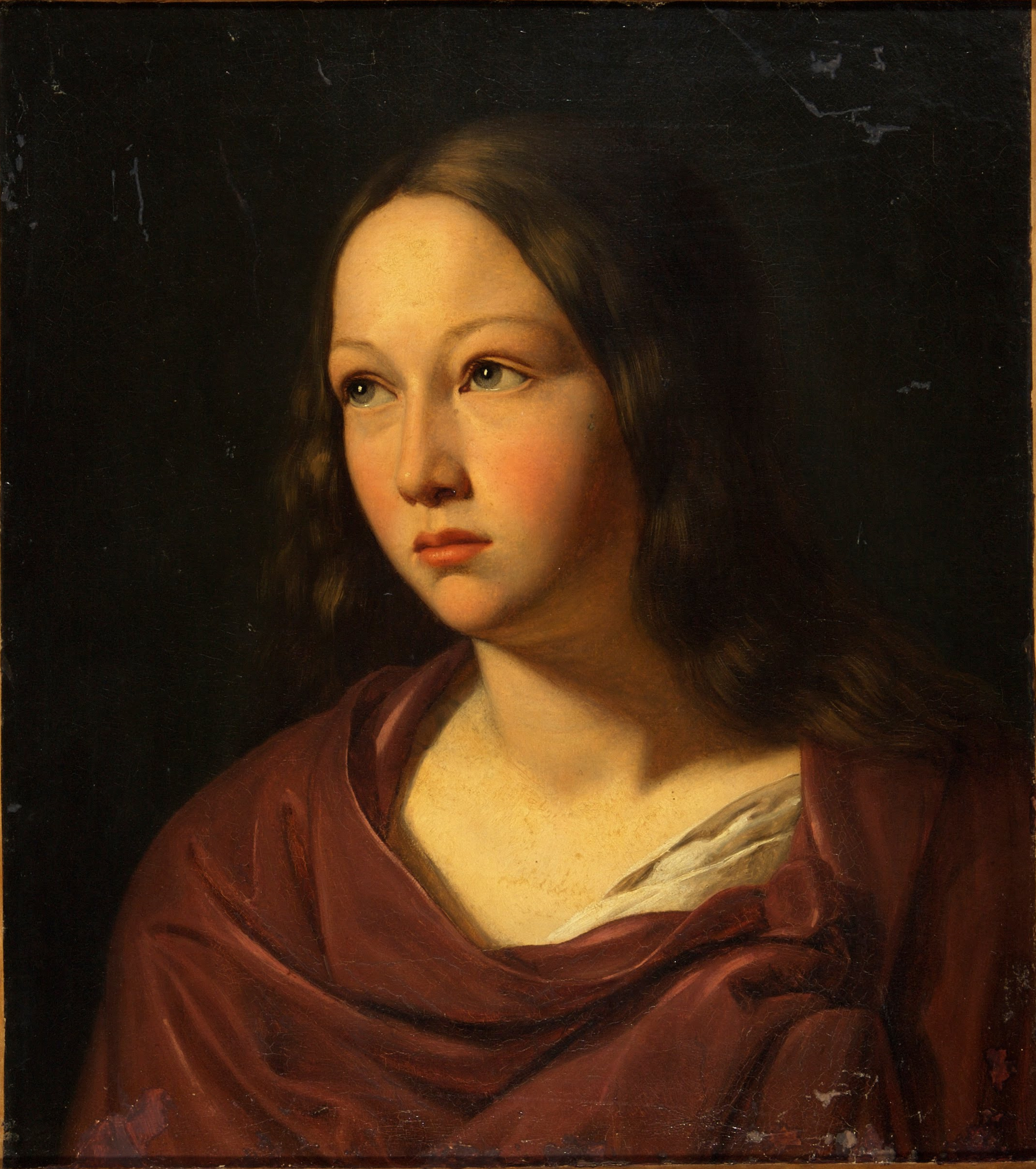
Ung kvinde - 1830
Jonge vrouw
Olieverf op doek. 20,5 × 16 cm
Bornholms Kunstmuseum

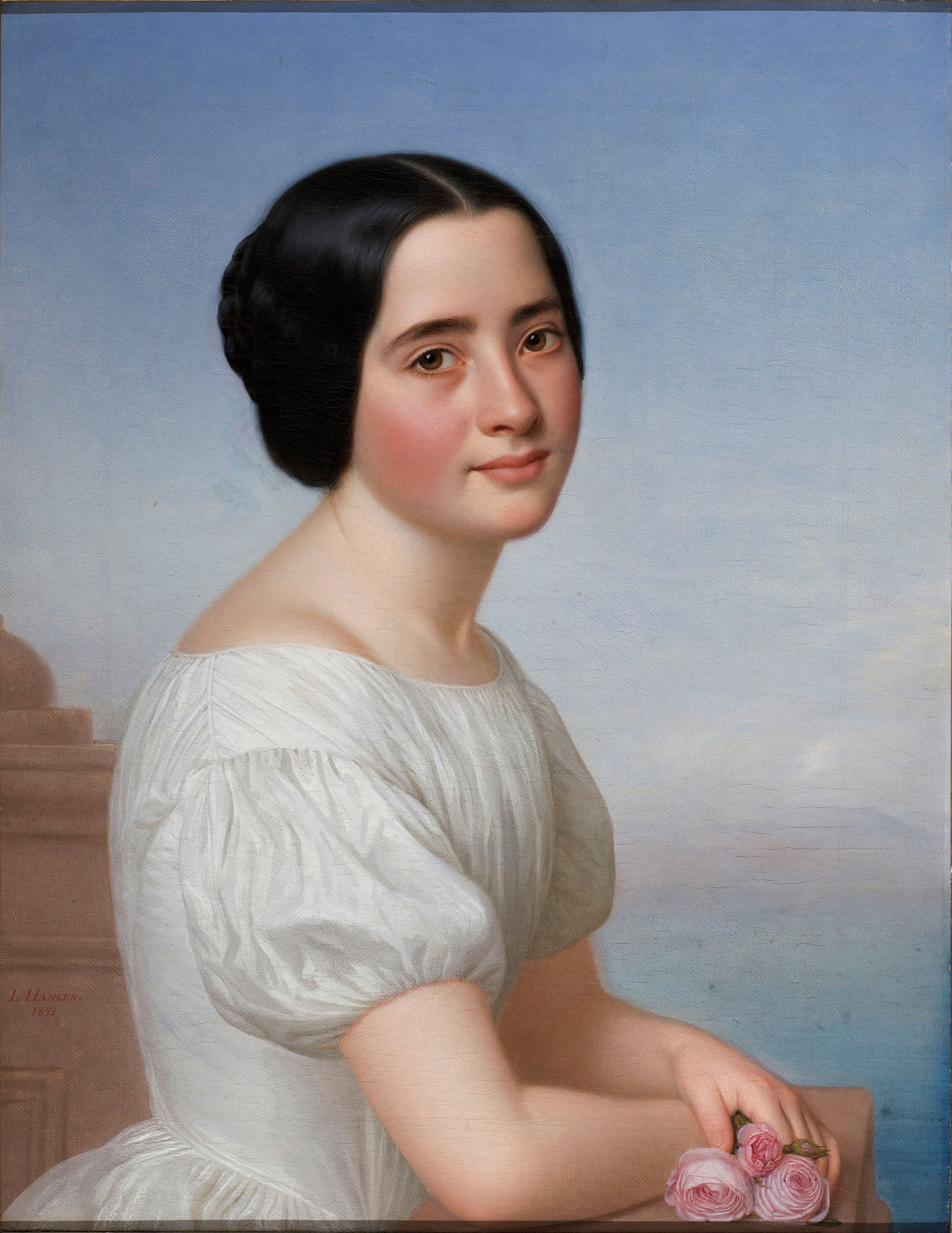
En svensk Provstedatter - 1851
Dochter van een Zweedse deken
Olieverf op doek. 64 × 50 cm
Bornholms Kunstmuseum

Lars Hansen (Rønne, 25 juli 1813 - Vestermarie, 10 augustus 1872) was een Deens portretschilder.

## Levensloop
Hij groeide op in een arm gezin in Rønne op het eiland Bornholm. Tussen 1828 en 1832 had hij een aanstelling als schildersleerling bij een leermeester in Kopenhagen. In de avonduren doorliep hij de Koninklijke Deense Kunstacademie en kwam hij in de leer bij portretschilder J.L. Lund. In de daaropvolgende jaren schilderde hij bij voorkeur portretten.
Tussen 1837 en 1841 bezocht hij Lolland-Falster en Møn waar hij voornamelijk de adel en ambtenaren portretteerde, waaronder in 1841 die van Adam Oehlenschläger welke hij later ook zelf lithografeerde. Datzelfde jaar vertrok hij naar het Zweedse Göteborg waar hij de Malerskolen – een schilderschool voor burgermeisjes – oprichtte. Op het schilderij "Malerskolen i Göteborg" met het atelier van de kunstacademie werden ook 3 schilderijen, alle van zijn hand, aan de muur geschilderd.
Hansen verhuisde vervolgens naar Stockholm, waar hij tot 1861 bleef wonen. In die jaren ondernam hij verscheidene reizen naar landen als Denemarken, Noorwegen en Zwitserland. Hij werd een gerenommeerd portretschilder en het koninklijk hof in Zweden vroeg hem om portretten van enkele leden van de Zweedse koninklijke familie te schilderen. Hansens ogen waren inmiddels slechter geworden, waardoor hij zijn werk als portretschilder moest opgeven en terugkeerde naar Kopenhagen.
Na de tentoonstelling in Charlottenborg in 1863, waar ook het schilderij Malerskolen i Göteborg werd tentoongesteld, verhuisde hij naar Rome waar hij als secretaris en bibliothecaris aan de slag ging voor de Scandinavische kunstenaarskolonie. Hier werd hij "Gamle Hansen" genoemd, als een gewaardeerd lid van de kolonie.
In 1871 liet hij in zijn testament optekenen dat zijn vermogen en overgebleven schilderijen opgenomen dienden te worden in een nieuw op te richten museum ter bevordering van scholing en culturele vorming. In 1893 werd dan ook het Bornholms Museum opgericht, dat in 1894 in Rønne zijn deuren opende. In 1964 werd de Kunstafdeling zelfstandig en in 1993 verhuisde het museum naar een nieuw pand. In 2003 werd dat pand uitgebreid.

## Varia
In Vilhelm Bergsøes roman Fra Piazza del Popolo wordt hij beschreven als een zonderlinge figuur die aan hypochondrie en paranoia lijdt, maar een vriendelijk en behaaglijk karakter heeft.

## Enkele werken
- Kunstnerens fader
1833, Bornholms Kunstmuseum
- Ove Emmerich Høegh-Guldberg
1837, Frederiksborgmuseum
- Adam Oehlenschläger
1841, Frederiksborgmuseum - replica in Bornholms Kunstmuseum
- Malerskolen i Göteborg
1843, Bornholms Kunstmuseum
- Portræt af prins Karl (XV) af Sverige
1844, Kungliga Slottet, Stockholm
- Provstedatteren
1851, Bornholms Kunstmuseum
- Zelfportret
1862, Bornholms Kunstmuseum
- Vesuv set fra Sorento
1864, Bornholms Kunstmuseum
- Verschillende Zweedse portretten
waaronder professor Palmstedt; en L.J. Hierta
- Leden van de Zweedse Koninklijke familie

## Galerij

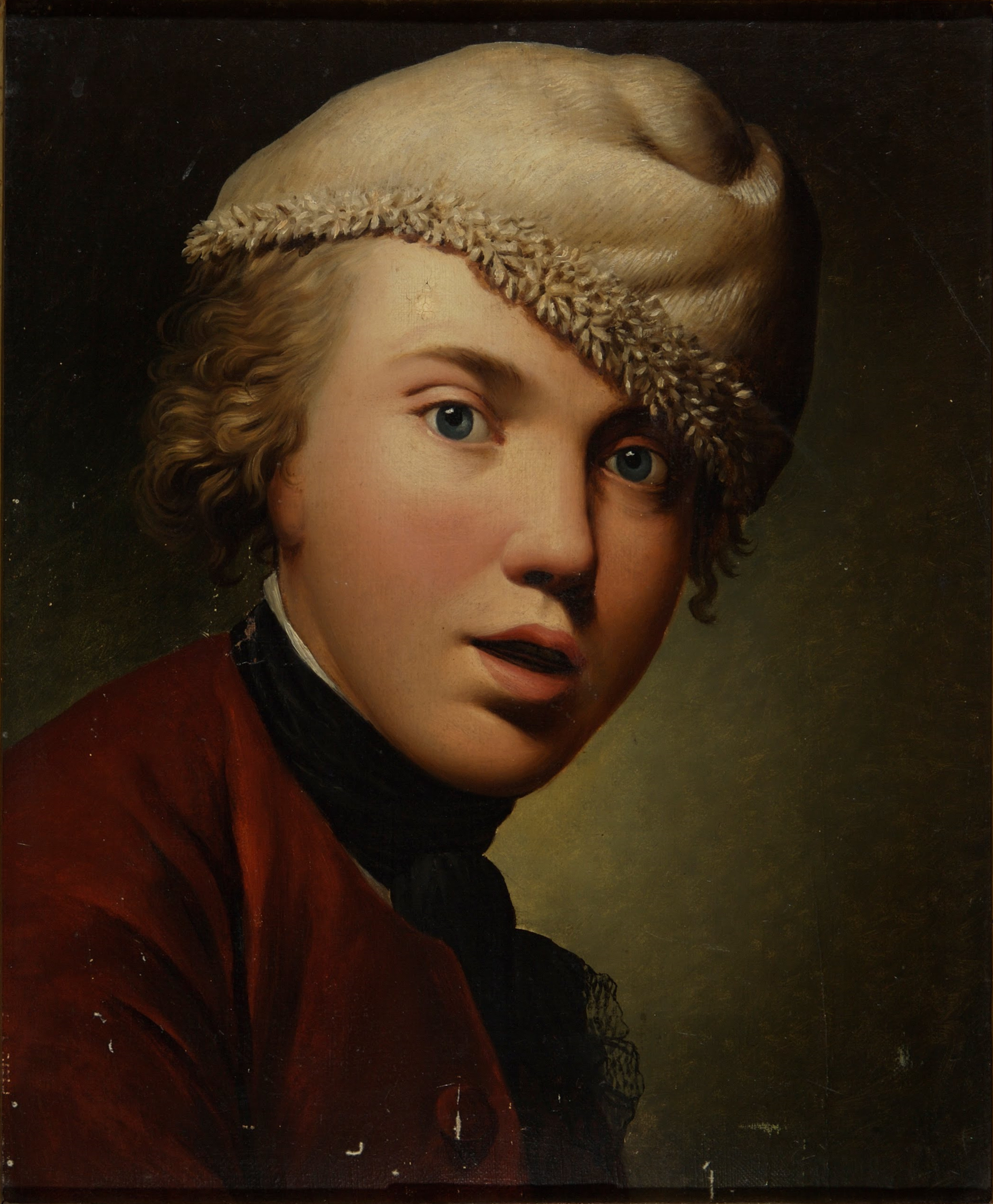
Kopi af Jens Juels Selvportræt som ung - 1833 Replica van Jens Juels zelfportret toen hij jong was. Olieverf op doek. 39 × 48 cm Bornholms Kunstmuseum
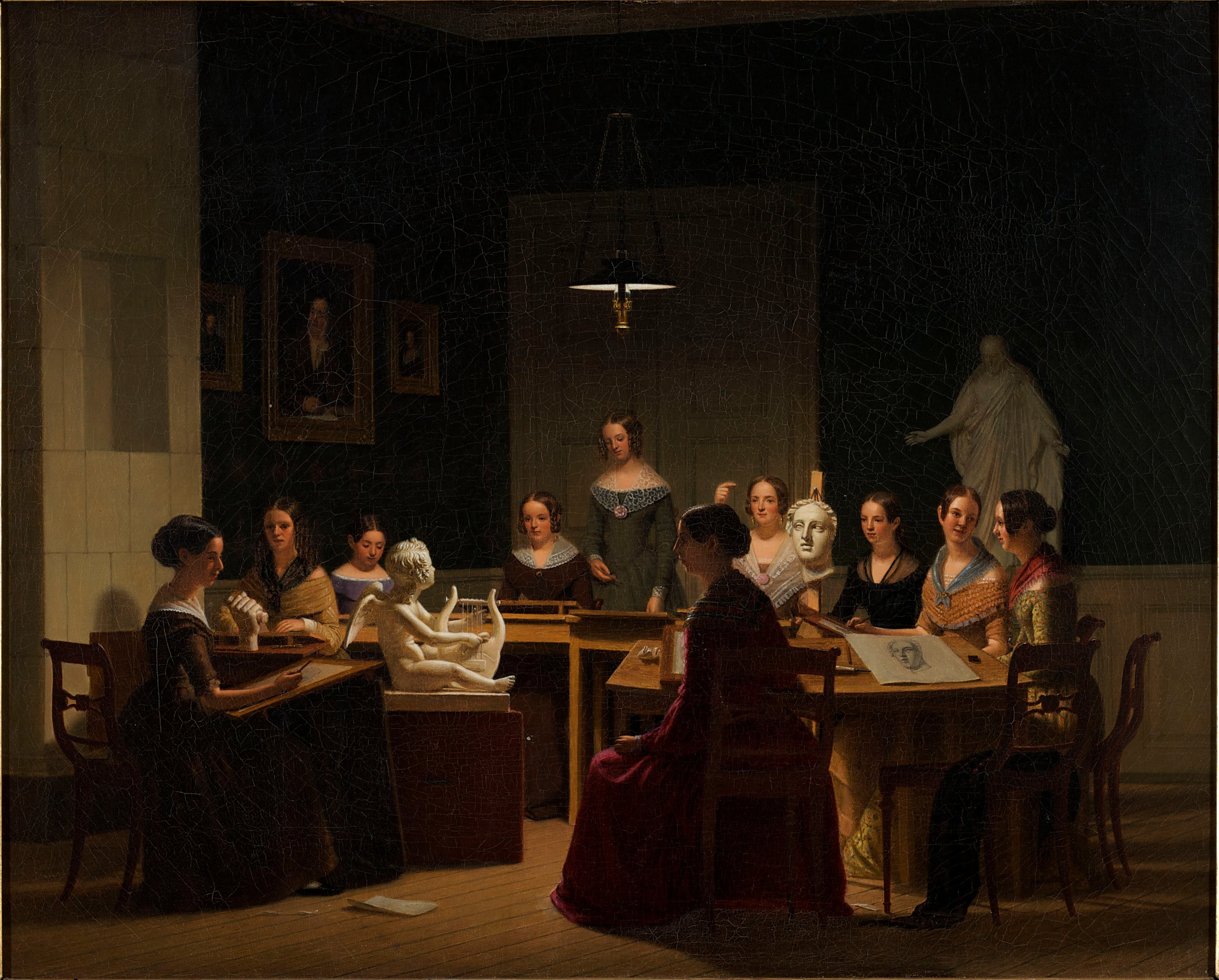
Malerskolen i Göteborg - 1843 Kunstacademie in Göteborg Olieverf op doek. 45 × 34,5 cm Bornholms Kunstmuseum
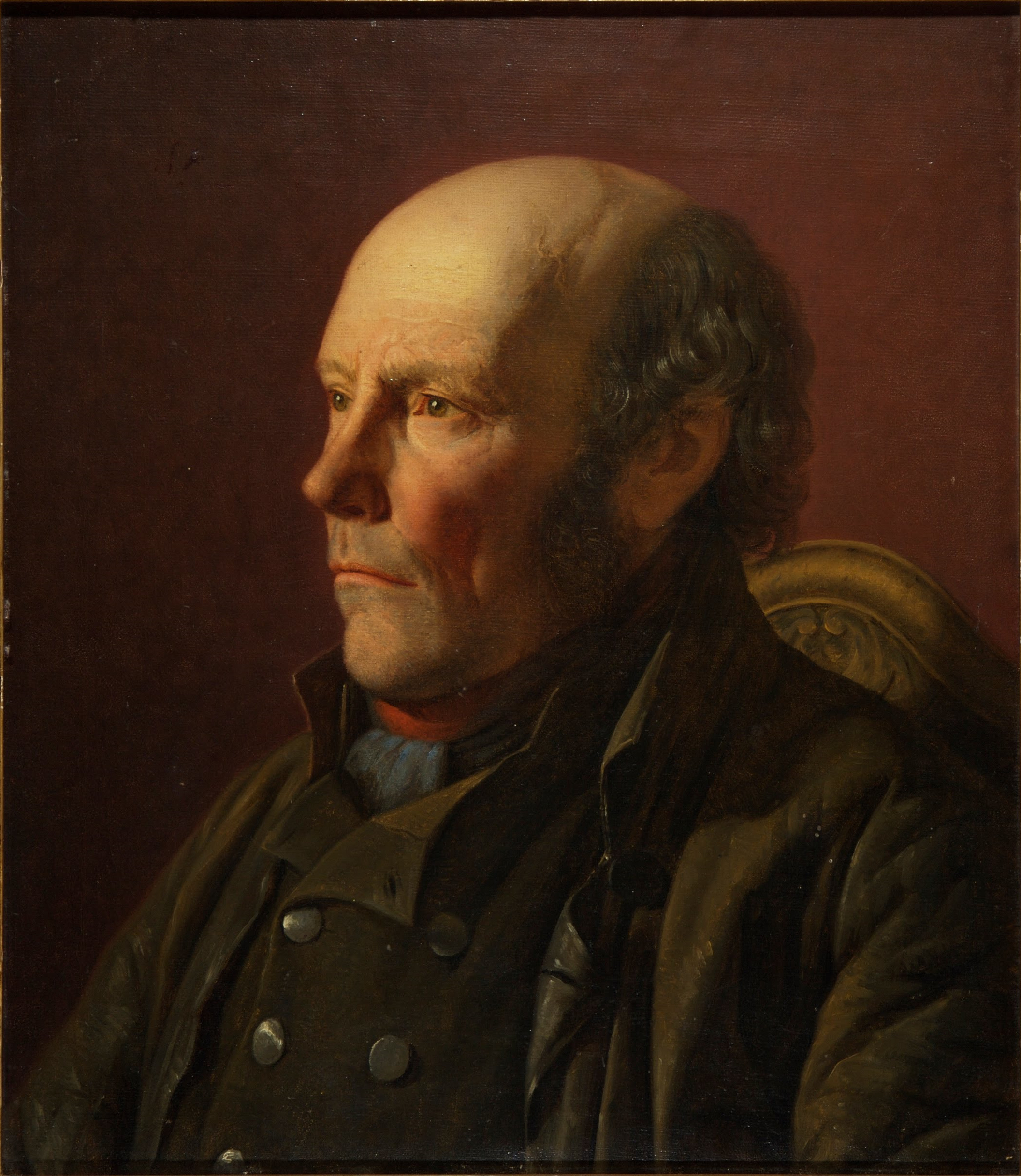
Svensk bonde - ? Zweedse boer Olieverf op doek. 44 × 50 cm

Enkele werken
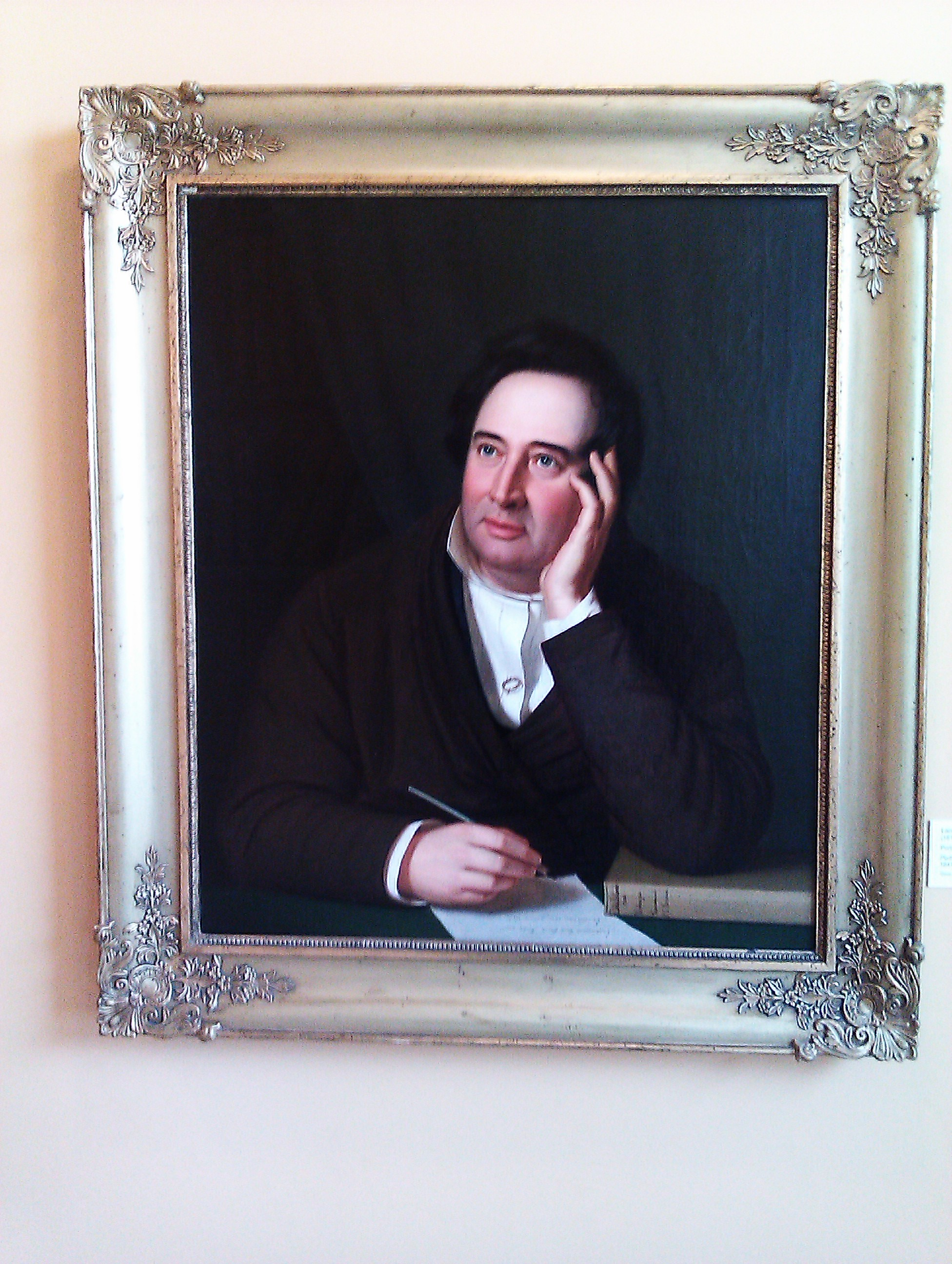
Portræt af Adam Oehlenschlæger - 1841 Adam Oehlenschlägers portret Olieverf op doek. Afmeting onbekend Bornholms Kunstmuseum
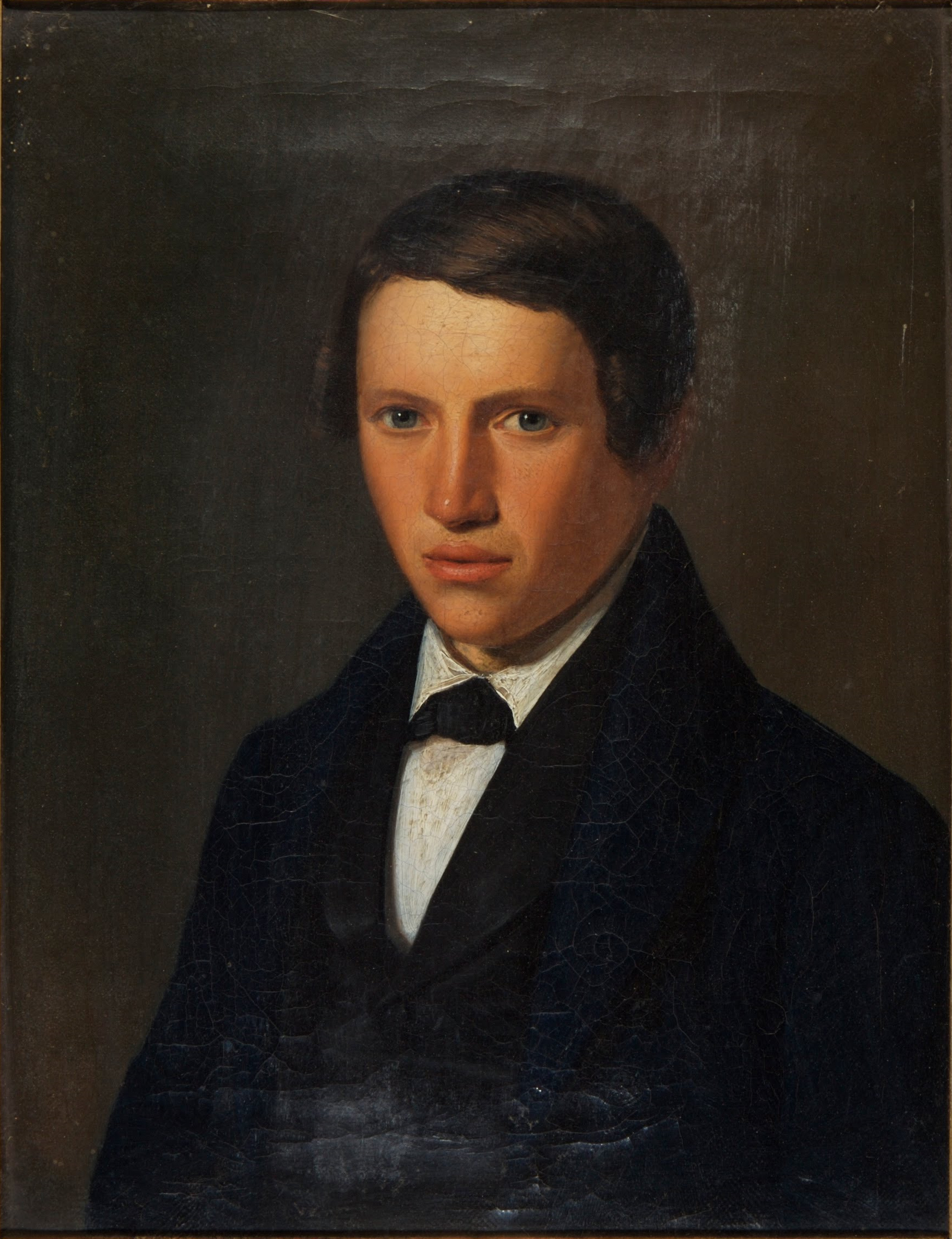
Malerens broder - ? Broer van de schilder Olieverf op doek. 20,5 × 16 cm Bornholms Kunstmuseum
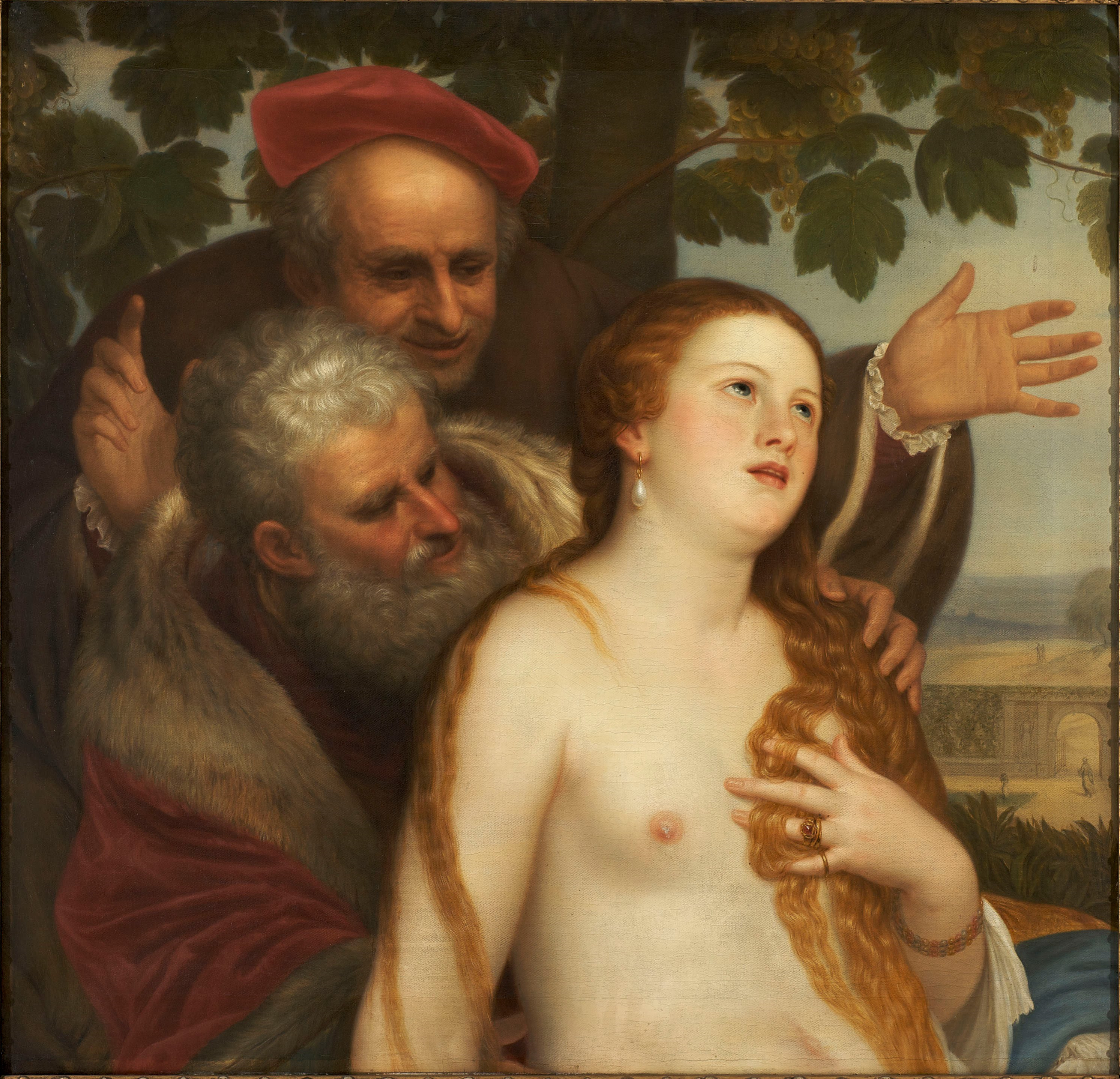
Tizians Suzanne i badet - ? Titiaans Suzanne in het bad Olieverf op doek. 83 × 80 cm Bornholms Kunstmuseum

- Kopi af Jens Juels Selvportræt som ung - 1833
Replica van Jens Juels zelfportret toen hij jong was.
Olieverf op doek. 39 × 48 cm
Bornholms Kunstmuseum
- Malerskolen i Göteborg - 1843
Kunstacademie in Göteborg
Olieverf op doek. 45 × 34,5 cm
Bornholms Kunstmuseum
- Svensk bonde - ?
Zweedse boer
Olieverf op doek. 44 × 50 cm